# Summerland Beach
Summerland Beach (Originaltitel: Summerland) war eine US-amerikanische Fernsehserie, die zuerst am 1. Juni 2004 auf dem Fernsehsender the WB lief und nach 2 Staffeln am 18. Juli 2005 auf Grund zu niedriger Zuschauerzahlen eingestellt wurde. In Deutschland begann der Fernsehsender ProSieben am 7. Januar 2006 mit der Ausstrahlung der ersten Staffel. Die finale zweite Staffel strahlt seit dem 7. August 2010  der TV-Sender sixx aus. Nominiert wurde sie im Jahre 2005 als beste Serie bei den Young Artist Awards.

## Handlung
Modedesignerin Ava lebt mit ihren drei besten Freunden, ihrem Ex-Freund Johnny, dem Surfladenbesitzer Jay und ihrer Geschäftspartnerin Susannah, in einer kalifornischen Küstenstadt. Die Drei leben ein ruhiges Leben, bis Avas Schwester und ihr Ehemann durch einen Unfall ums Leben kommen und Ava das Sorgerecht für deren drei Kinder erhält, die nun von Kansas nach Kalifornien umziehen müssen.
Der sechzehnjährige Bradin hat als Jugendlicher mit seinen eigenen Problemen zu kämpfen, versucht aber seinen jüngeren Geschwistern zu helfen, wo er nur kann. Die zwölfjährige Nikki mochte ihre Tante schon immer, ist allerdings ein wenig abweisend gegenüber dem Versuch ihrer Tante, dem Erbe ihrer Schwester gerecht zu werden. Der achtjährige Derrick hat erst einmal genug damit zu tun, die großen Fragen des Lebens, des Tods und der Familie zu verstehen.
Ava bleibt nichts anderes übrig als die Hilfe ihrer Freunde bei der Erziehung der Kinder in Anspruch zu nehmen: Susannahs Klarheit, Johnnys Rolle als Vaterfigur, und Jays Verständnis für die Jugendlichen helfen Ava.

## Besetzung
Die Serie wurde bei der Scalamedia nach Dialogbüchern und unter der Dialogregie von Cay-Michael Wolf vertont.

### Hauptdarsteller
| Rolle            | Schauspieler    | Synchronsprecher   |
| ---------------- | --------------- | ------------------ |
| Ava Gregory      | Lori Loughlin   | Madeleine Stolze   |
| Johnny Durant    | Shawn Christian | Ole Pfennig        |
| Susannah Rexford | Merrin Dungey   | Sandra Schwittau   |
| Jay Robertson    | Ryan Kwanten    | Marc Stachel       |
| Bradin Westerly  | Jesse McCartney | Johannes Raspe     |
| Erika Spalding   | Taylor Cole     | Stephanie Kellner  |
| Nikki Westerly   | Kay Panabaker   | Malika Bayerwaltes |
| Derrick Westerly | Nick Benson     | Moritz Günther     |
| Cameron Bale     | Zac Efron       | Daniel Schlauch    |
| Sarah Borden     | Sara Paxton     | Shandra Schadt     |

### Gaststars
| Rolle            | Schauspieler        | Folgen (Anzahl)                |
| ---------------- | ------------------- | ------------------------------ |
| Mona             | Carmen Electra      | 2.2, 2.3, 2.5, 2.6 und 2.8 (5) |
| Anastacia Dubois | Serena Scott Thomas | 1.10, 1.3 und 2.2 (3)          |
| Jed Ekhart       | Michael Angarano    | 2.7 und 2.8 (2)                |
| Kyle Bale        | C. Thomas Howell    | 1.3 und 2.11 (2)               |
| Tanner           | Riley Smith         | 1.3 und 1.12 (2)               |
| Ronnie           | Rosanna Arquette    | 1.9 (1)                        |

## Auszeichnungen
- Nominiert
  - 2005
    - Young Artist Award
      - Beste Familienfernsehserie (Drama) (Best Family Television Series (Drama))
      - Beste Schauspielleistung eines jungen Hauptdarstellers in einer Fernsehserie (Best Performance in a TV Series (Comedy or Drama) – Leading Young Actor) für Jesse McCartney

    - Teen Choice Award
      - Choice TV Actor: Drama für Jesse McCartney

  - 2006
    - Image Award
      - Herausragende Regie in einer Dramaserie (Outstanding Directing in a Dramatic Series) für Janice Cooke-Leonard

- Gewonnen
  - Young Artist Award
    - Beste Schauspielleistung einer jungen Hauptdarstellerin in einer Fernsehserie (Best Performance in a TV Series (Comedy or Drama) – Leading Young Actress) für Kay Panabaker